# Abisara stasinus
Abisara stasinus är en fjärilsart som beskrevs av Hans Fruhstorfer 1912. Abisara stasinus ingår i släktet Abisara och familjen Riodinidae. Inga underarter finns listade i Catalogue of Life.